# Władysław Ostrowski
Conte Władisław Tomasz Rawicz. Ostrowski (Varsavia, 7 marzo 1790 – Cracovia, 21 novembre 1869) è stato un militare polacco.

## Biografia
Discendeva da un'antica famiglia di magnati polacchi, ricordati per la prima volta nel 1334 nelle cronache di Jan Długosz; suo padre, il conte Tomasz Adam Ostrowski, era stato Gran Maresciallo del Sejm, e suo fratello maggiore Antoni Jan Ostrowski, sarebbe diventato un eroe della Rivolta Polacca.
Ostrowski studiò all'Accademia Militare di Varsavia nel corso di artiglieria, ma preferì servire come ufficiale dell'esercito francese, partecipando alla campagna contro i russi del 1809 e venne insignito della Legion d'Onore e del Virtuti Militari.
Durante la rivolta polacca comandò un esercito in Glizia e dopo il fallimento della rivolta fu esiliato in Francia dove fece parte del circolo all'Hotel Lambert. Dopo aver vissuto in Austria e in Danimarca, nel 1861, quando Alessandro II revocò l'esilio ai polacchi e proclamò l'amnistia, Ostrowski tornò in Polonia.